# Chorispora insignis
Chorispora insignis là một loài thực vật có hoa trong họ Cải. Loài này được Pachom. mô tả khoa học đầu tiên năm 1974.